# ام‌وی بیساگلیا
ام‌وی بیساگلیا (به انگلیسی: MV Biscaglia) یک کشتی است. این کشتی در سال ۱۹۸۶ ساخته شد.